# Pogo (singel)
Pogo – singel polskiej grupy muzycznej Dr Misio z jej drugiego albumu studyjnego Pogo. Wydany 12 września 2014 roku przez wytwórnię płytową Universal Music Polska. Tekst do utworu napisał Krzysztof Varga. Do singla został zrealizowany teledysk.

## Lista utworów i formaty singla
Opracowano na podstawie materiału źródłowego.
- digital download

1. "Pogo" - 3:12